# Mamoiada
Mamoiada är en ort och kommun i provinsen Nuoro i regionen Sardinien i Italien. Kommunen hade 2 523 invånare (2017).